# ホラズム語
ホラズム語（ホラズムご）またはコレズム語（コレズムご）は、ホラズムすなわちアラル海南岸のアムダリヤ川下流域で話されていた言語である。インド・ヨーロッパ語族のイラン語派に属する。現在は話されていないが、少なくとも14世紀ごろまでは使われていたことが知られている。

## 資料
ホラズム語の資料は、イスラームによる征服以前にホラズム文字（コレズム文字）で書かれたものと、イスラーム化した11世紀以後にアラビア文字で書かれたものに分類できる。
ホラズム文字の主な資料には、貨幣銘、トプラク・カラで発掘された棺の銘文（3世紀）、トク・カラで発掘された棺の銘文（7世紀〜8世紀）、銀器の銘文（6世紀〜8世紀）がある。
アラビア文字資料は3種が知られている。第一はホラズム出身のビールーニーが著書『古代伝承』で言及しているホラズム語の月や曜日、天体の名前である。第二はホラズム出身のザマフシャリーが編纂した Muqaddimat al-Adab （アラビア語・ペルシア語・トルコ語の辞書）の写本の行間に見られるホラズム語の語釈である。第三は、ホラズムで編纂されたイスラーム法の書物の中で引用されているホラズム語の文や句である。特に重要なものは Qunyat al Munya （1260年ごろ）で、ホラズム語の引用句には母音点が添えられ、アラビア語・ペルシア語の訳が付けられている。アラビア文字によるホラズム語表記は14世紀頃まで行われていたことが知られている。その後この地域はトルコ語化し、ホラズム語は使われなくなった。